# Фрунзенский район (Владивосток)
Фру́нзенский райо́н — один из пяти районов города Владивостока, расположенный на полуострове Шкота.
Получил своё название в честь советского военачальника Михаила Фрунзе.
Фрунзенский не считается «спальным» районом Владивостока, на его территории расположен Владивостокский морской торговый порт, однако по сравнению с другими районами жизнь здесь спокойнее.
Району подчинён входящий в состав Владивостокского городского округа один сельский населённый пункт — село Береговое, которое расположено на полуострове Песчаный, на противоположном западном берегу Амурского залива. Ранее к району также относился посёлок Русский на острове Русский, переподчинённый в 2021 году административно-территориальному управлению островных территорий администрации города Владивостока.

## Географическое положение
Фрунзенский район граничит:
- с Ленинским районом на северо-востоке.
- с  Первореченским районом на севере.

## Население
| 1939    | 1959    | 1970    | 1979    | 1989    | 2002    | 2009    |
| ------- | ------- | ------- | ------- | ------- | ------- | ------- |
| 56 376  | ↗70 679 | ↗84 824 | ↘82 407 | ↘76 966 | ↘58 338 | ↘56 877 |
| 2010    | 2012    | 2013    | 2014    | 2015    | 2016    | 2017    |
| ↗57 950 | ↗59 672 | ↘59 146 | ↗59 612 | ↗59 976 | ↗60 181 | ↘59 684 |
| 2018    | 2019    | 2020    | 2021    | 2023    | 2024    |         |
| ↘58 740 | ↗58 759 | ↘58 659 | ↘57 518 | ↘56 943 | ↘56 549 |         |

В 2015 году зарегистрировано 681 актов о рождении, рождаемость составила - 11,35‰.

## Микрорайоны
- Эгершельд